# AN/ALE-47
AN/ALE-47は、レーダーや赤外線誘導のミサイルから軍用機を守るために使用される空中射出装置である。フレアやチャフを放出して作動する。米空軍、海軍、陸軍の様々な軍用機や他国の軍用機に使用されている。

## 概要
AN/ALE-47空中射出装置は、現在はBAEシステムズの一部となっているトレイカーが開発したもので、旧型のAN/ALE-40システムの改良版として自律性とソフトウェアの向上がされている。AN/ALE-47は、フロリダ州メルボルンのシメトリック・インダストリーズが製造している。AN/ALE-47は、ヘリコプター、貨物機、戦闘機など幅広い航空機に搭載可能である。AN/ALE-47は1998年に米海軍で初期作戦能力（IOC）に達した。これまでに F-16、F/A-18、C-17、CH-47、UH-60など38種類の航空機に搭載されてきた。2008年現在、3000セット以上が納入され、30カ国で使用されている。

## 機能
ALE-47は、航空機搭載のレーダー警戒装置、ミサイル警戒装置、その他の電子戦センサーと統合されている。航空機のセンサーが脅威を感知すると、射出装置が自動的に高周波・赤外線妨害装置を最適なタイミングで発射し、接近するミサイルに対抗する。ALEは、様々な種類のフレアやチャフなど、幅広い対策と互換性がある。また、将来の高度な対策にも対応できるように設計されている。

## 構成
ALE-47は、コックピット制御装置、シーケンス制御装置、射出装置、オプションのプログラマで構成されている。コックピット制御装置は、パイロットとのインターフェースを提供する。プログラマを追加することで、先進的な脅威評価などの機能を追加できる。また、システムを航空機のグラスコックピットに完全に統合するために使用することもでき、コックピット制御装置を不要にする。シーケンス制御装置は射出装置を制御し、不発を検知して自動修正ができる。シーケンサは、回転翼型の射出装置に組み込まれている。1台の射出装置には5種類の妨害物を合計30個収納可能。システム全体では、固定翼機で最大32台、回転翼機で最大16台の射出装置を収容できる。